# Cuora galbinifrons
Cuora galbinifrons је гмизавац из реда Testudines и фамилије Geoemydidae.

## Угроженост
Ова врста је крајње угрожена и у великој опасности од изумирања.

## Распрострањење
Врста има станиште у Кини, Лаосу, Вијетнаму и (непотврђено) Камбоџи.

## Станиште
Станиште врсте су слатководна подручја.